# Anungitea rhabdospora
Anungitea rhabdospora är en svampart som beskrevs av P.M. Kirk 1983. Anungitea rhabdospora ingår i släktet Anungitea och familjen Venturiaceae.   Inga underarter finns listade i Catalogue of Life.